# Sebaa Chioukh
Sebaa Chioukh è un comune dell'Algeria, situato nella provincia di Tlemcen.